# Grallaria albigula
Grallaria albigula е вид птица от семейство Grallariidae.

## Разпространение
Видът е разпространен в Аржентина, Боливия и Перу.